# انقسام (فلم)
انقسام (بالإنجليزية: Split) هو فيلم رعب نفسي أمريكي إنتاج عام 2016، تأليف وإخراج إم. نايت شيامالان. نجوم الفيلم جيمس مكافوي، وأنيا تايلور جوي وبيتي باكلي، يروي الفيلم قصة رجل لديهِ عدد 23 من الشخصيات المختلفة ويختطف ثلاث فتيات، ويعاني من صراع داخلي، حيث تتصارع جميع شخصياتهِ حول مصير الفتيات الثلاث.
بدأ التصوير الرئيسي في 11 نوفمبر 2015، في فيلادلفيا، بنسيلفانيا. تم عرض الفيلم لأول مرة في (Fantastic Fest) في 26 سبتمبر 2016، وتم إصداره في الولايات المتحدة في 20 يناير 2017 بواسطة يونيفرسال بيكشرز. تلقى الفيلم مراجعات إيجابية بشكل عام، حيث نال أداء مكافوي ثناءً كبيرًا ووصفه بعض النقاد بأنه عودة مرحب بها لشكل شيامالان، على الرغم من انتقاد البعض للفيلم لوصمه للمرض النفسي. حقق الفيلم 278 مليون دولار في جميع أنحاء العالم بميزانية قدرها 9 ملايين دولار.
الفيلم هو تتمة مستقلة لفيلم غير قابل للكسر الذي صدر سنة 2000، وهو أيضا من كتابة وإنتاج وإخراج شيامالان. لم يتم تسويق الفيلم على أنه تتمة.

## قصة الفيلم
كايسي هي مراهقة منعزلة، بعد أن تم التحرش بها وهي طفلة من قبل عمها جون، وهو ولي أمرها منذ وفاة والدها بنوبة قلبية. يتم اختطافها وزميلاتها كلير ومارسيا من قبل شخص يدعى كيفن ويندل كروم، وهو رجل يعاني من اضطراب الهوية التفارقي (DID). كيفن يتلقى العلاج مع الدكتورة كارين فليتشر، لديه 23 شخصية متميزة والتي حددتها الدكتورة فليتشر داخل كيفن. تجلس هذه الشخصيات في عقله في كراسي داخل غرفة، في انتظار «باري»، الشخصية المهيمنة، لمنحهم دورهم «في النور» (السيطرة). وجدت أيضاً أن علم وظائف الأعضاء في كيفن تتغير مع كل شخصية. رفض «باري» في الآونة الأخيرة السماح بدعوة «دينيس» أو «باتريشيا»، ويرجع ذلك جزئياً إلى ميول دينيس نحو إزعاج الفتيات القاصرات والصفات الغير مرغوبة في باتريشيا، وأيضاً لأن كلاهما يبدو أنه يعبد «الوحش»، شخصية غير مرئية وجدت فليتشر أنها تستطيع إعادة شخصية كيفن الخاصة من خلال نطق اسمه الكامل.
يمسك كيفن الفتيات في زنزانة في أحياءه تحت الأرض. يتعرف على اضطراب الشخصية الانفصامية، وتحاول كلير استخدام هذا للهروب ولكن يتم القبض عليه من قبل «دنيس» ويتم فصلها عن الآخرين. يستمر كيفن في العمل وحضور المواعيد مع الطبيبة فليتشر. سرعان ما تعترف فليتشر بأن «دينيس» قد حل محل «باري» كشخصية مهيمنة. تم الكشف عن بأنه عندما كان كيفن طفلاً، ترك والده في القطار يومًا ما ولم يعد أبدًا. عندما كبر، تعرض كيفن للإيذاء والترهيب من قبل والدته، التي عانت من اضطراب وسواسي قهري (OCD). بعد ذلك تعرض لحادث محرج مع فتاتين مراهقتين حيث أجبروا كيفين على لمس ثدييهما، والتي تعتقد فليتشر أنها دفعت «دينيس» للاستيلاء عليها وأنه ربما يكون قد اختطف الفتيات الثلاث المفقودات.
تحاول مارسيا الهرب لكن يتم القبض عليها من قبل الشخصية «باتريشيا». تصادق كيسي «هيدويغ»، وهو شخصية الصبي الصغير. تقنع «هيدويغ» بالسماح لها بالخروج من زنزانتها لرؤية غرفة نومه، معتقدة أنه قد يكون هناك وسيلة للهروب من خلال نافذة «هيدويغ» التي وصفتها في تلك الغرفة، لكنها وجدت أنها مجرد رسم لنافذة، تأخذ جهاز لاسلكي من هيدويغ وتستخدمها لطلب المساعدة، ولكن الرجل في الطرف الآخر يعتقد أنها مزحة. «باتريشيا» تهزم كيسي. تزور الطبيبة فليتشر منزل كيفن، حيث يكشف لها أنه قابل «الوحش». تتظاهر الطبيبة فليتشر بالذهاب إلى الحمام، وتقوم بتفتيش المنزل، وتفتحت غرفة لتجد كلير. يظهر شخصية «دينيس» خلفها فجأة ويقوم بتهدئة فليتشر ويرش عليها بخاخ لتغيب عن الوعي.
بينما يدير الكيفن مهمة، يتولى «الوحش» الأمر، ويعطي كيفن القدرات الفائقة. كتبت الطبيبة فليتشر اسم كيفن الكامل على ورقة قبل أن يصل «الوحش» ويقتلها. تهرب كيسي من زنزانتها، لتكتشف أن «الوحش» قد التهم مارسيا بالفعل ويراقب في رعب بينما يلتهم كلير. تجد كيسي جثة فليتشر وورقة. يقترب منها «الوحش» لكنها تنادي باسم كيفن الكامل، وبذلك يعود كيفن. عند معرفة الوضع وإدراك أنه لم يتحكم في السيطرة لمدة عامين، فإن كيفن المرعوب يطالب كيسي بقتله بواسطة بندقية خبأها. مما يدفع جميع الشخصيات الـ24 للقتال من أجل السيطرة لكن «الوحش» يمسك ثانية. تسترد كايسي البندقية والذخيرة قبل أن تهرب إلى نفق تحت الأرض، حيث تطلق النار على «الوحش» مرتين دون أي تأثير. وتغلق نفسها في منطقة محصورة في القفص يبدأ الوحش بفصل قضبانها. ثم يرى الندوب الباهتة في جسدها، وهي علامة على سوء معاملتها. بعد أن أعلن في السابق عن خططه لتخليص العالم من «النجاسة» و«غير المتأثرين» - أولئك الذين لم يعانوا من قبل - فإنه يعتبر كيسي «طاهرًا» لذا قام بتخليصها وهروبها.
يتم إنقاذ كايسي وتعلم أنها كانت محتجزة في حديقة حيوانات فيلادلفيا، حيث كان كيفن موظفًا. عندما سُئلت كايسي عما إذا كانت مستعدة للعودة إلى منزلها مع عمها، تتردد في الإجابة. في مخبأ آخر، يناقش «دينيس» و«باتريشيا» و«هيدويج» قوة «الوحش» وخططهم لتغيير العالم.
في العشاء، يشاهد العديد من المستفيدين تقارير مراسلة الأخبار أن العديد من شخصيات كيفن أكسبته لقب «الحشد». يلاحظ أحد المستفيدين التشابه مع حالة مجرم مرتبط بكرسي متحرك قبل 15 سنة الذي تم منحه لقبًا أيضًا. فيما تحاول أن تتذكر اللقب، يقول الرجل الذي يجلس بجانبها، ديفيد دن (بروس ويليس بدور ضيف شرف)، إنه كان اسمه «السيد جلاس».

## الإصدار
كان العرض الأول للفيلم في مهرجان (Fantastic Fest) في 26 سبتمبر 2016. تم عرضه أيضًا في مهرجان معهد الفيلم الأمريكي في 15 نوفمبر 2016. تم عرض الفيلم في دور السينما في 20 يناير 2017 بكل من الولايات المتحدة والمملكة المتحدة وكندا.
تم إصدار الفيلم على (Digital HD) في 4 أبريل 2017، وبلو راي ودي في دي في 18 أبريل 2017 بواسطة بيت يونيفرسال بيكتشرز للترفيه (Universal Pictures Home Entertainment).

## روابط خارجية
- مقالات تستعمل روابط فنية بلا صلة مع ويكي بيانات